# St. Lambertus (Stromberg)
Die katholische Pfarrkirche St. Lambertus ist ein denkmalgeschütztes Kirchengebäude in Stromberg (Oelde), einem Ortsteil von Oelde im Kreis Warendorf (Nordrhein-Westfalen).

## Geschichte und Architektur
Die Pfarre wurde 1221 erwähnt, die Baugeschichte ist ungeklärt.
Die Hallenkirche von drei Jochen steht unterhalb des Burgberges an einem Hang. Der eingezogene Chor ist rechteckig. Der Chor und der Westturm wurden möglicherweise in der Mitte des 13. Jahrhunderts gebaut, die Halle wurde im 15. Jahrhundert mit Beendigung der Einwölbung abgeschlossen.
Die Schaufront ist dem Ort zugewandt. Der Chor ist durch ein gestuftes Portal in einer Wandvorlage und dreibahnige Fenster mit Plattenmaßwerk gegliedert. Die Wände des Langhauses sind durch zweibahnige Fenster unterschiedlichen Alters, teils mit profilierter Werksteinlaibung, gegliedert. In der Halle ruhen Kreuzgratgewölbe mit Scheitelkehle auf kräftigen Rundpfeilern, sie werden an den Seiten von Konsolen abgefangen. Das Gewölbe im Chor ruht auf Wanddiensten.

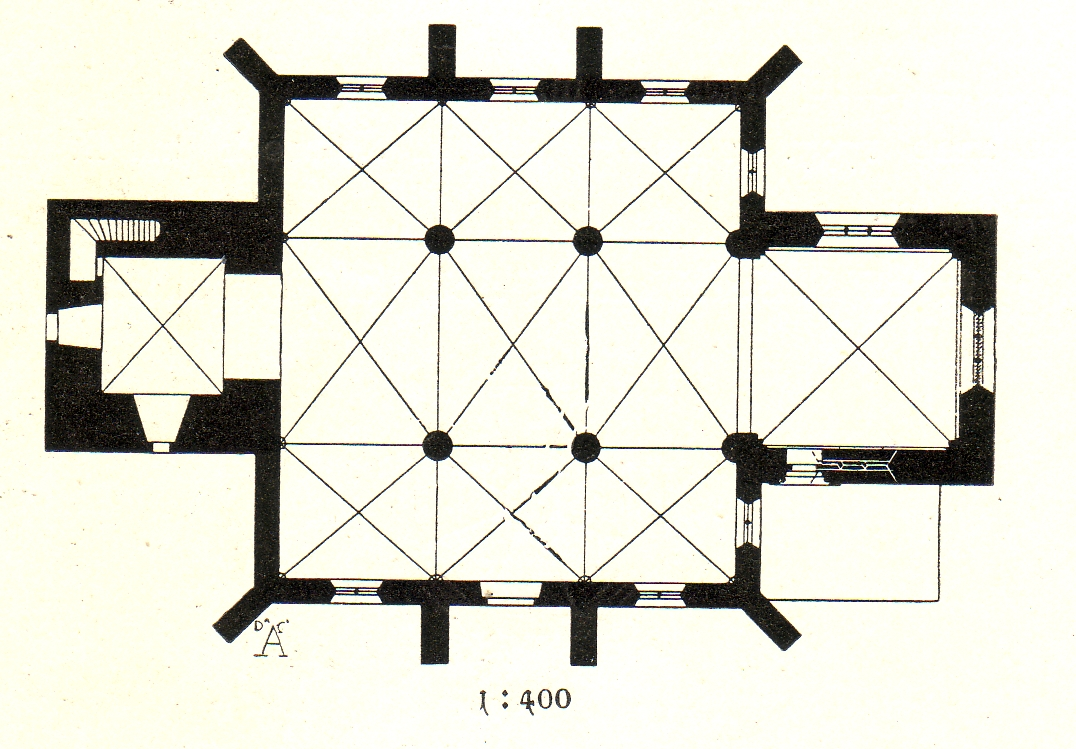
Grundriss von 1897
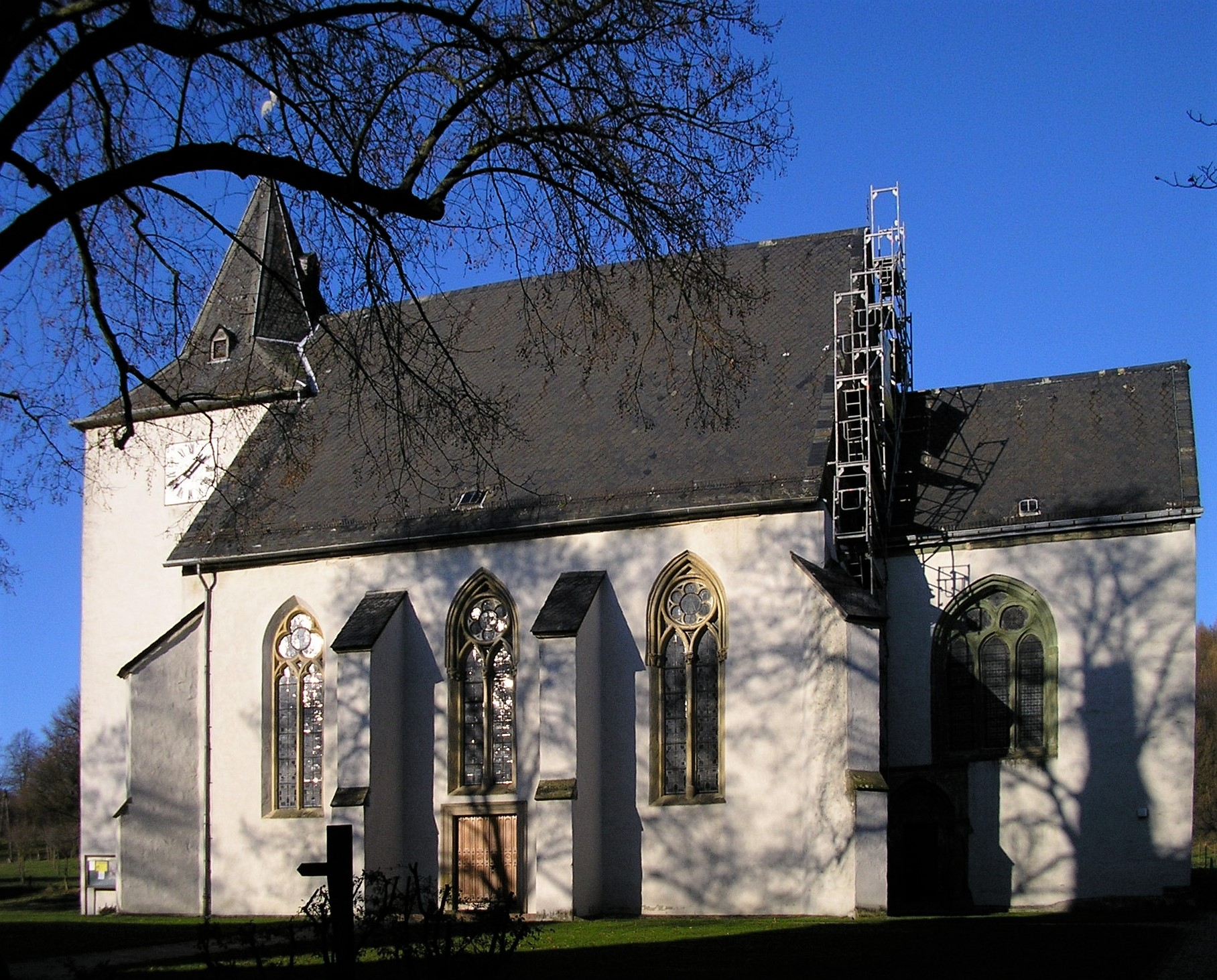
Seitenansicht
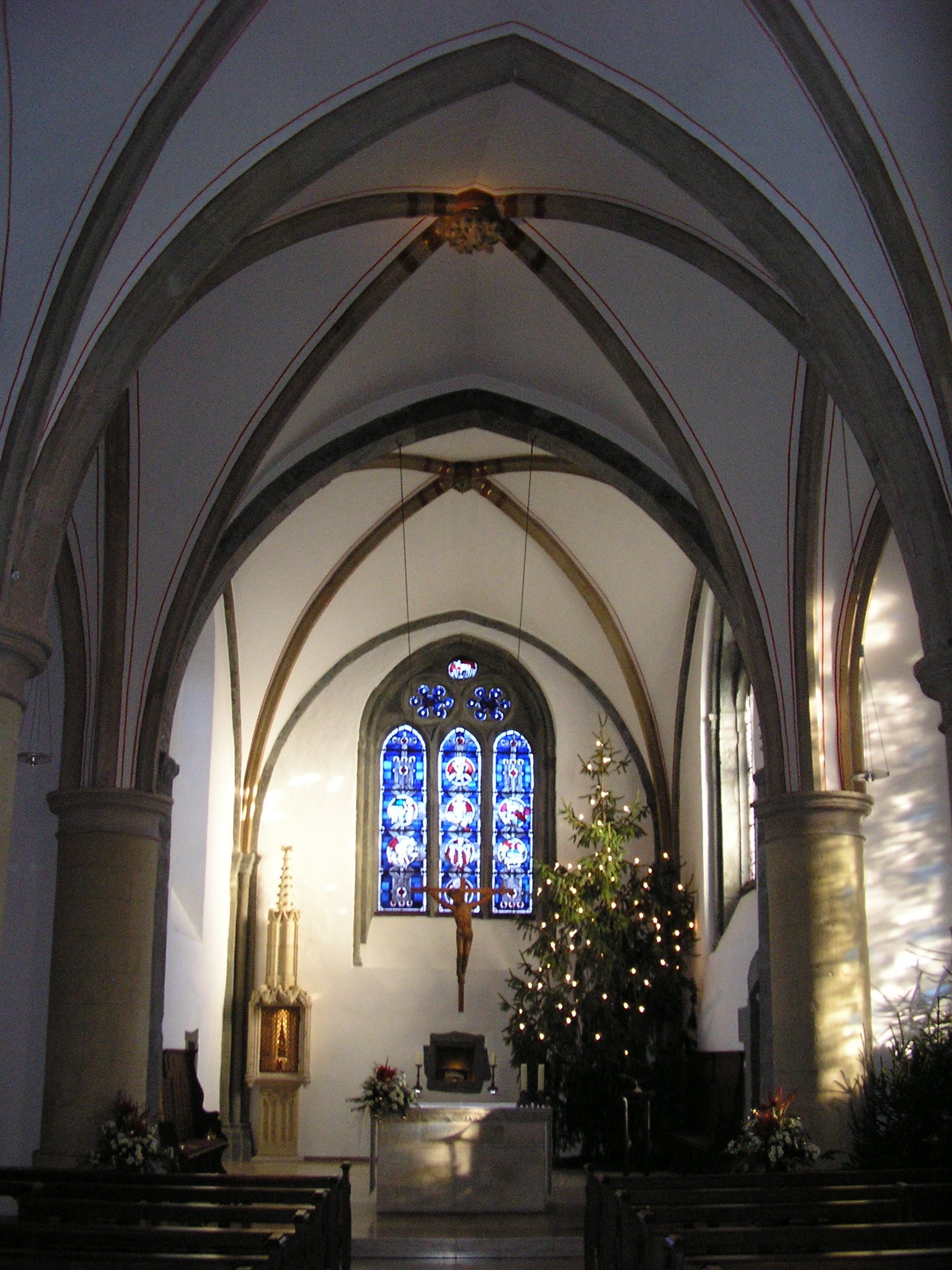
Blick auf den Chor
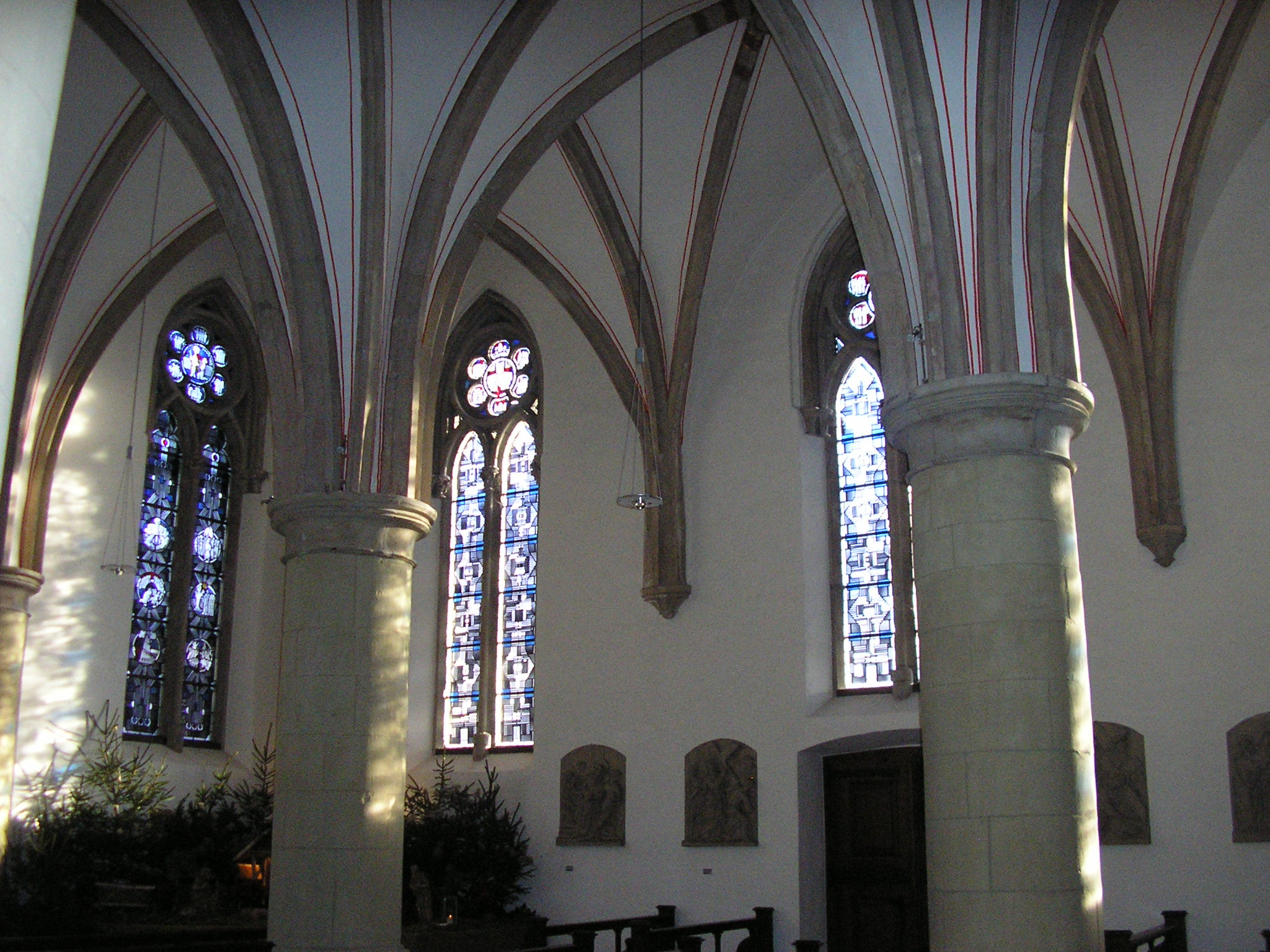
Kirchenfenster

## Ausstattung
- Das Sakramentshaus von der ersten Hälfte des 15. Jahrhunderts wurde stark ergänzt.
- Die Chorbänke von der Mitte des 16. Jahrhunderts sind aus Eiche gearbeitet.
- Das qualitätsvoll geschnitzte Relief des Hl. Rochus wurde um 1525 geschnitzt. Es stammt wohl ursprünglich von einem Altarretabel.
- Der Heilige Wandel ist eine Arbeit vom Anfang des 18. Jahrhunderts.
- Die geschnitzte Pietà vom 18. Jahrhundert ist gefasst.
- Die Glocke von 1781 wurde von Joh. und Andreas Mabillot gegossen.
- Vor der Kirche steht der Abguss einer aus Fragmenten zusammengesetzten Friedhofslaterne. Das Original vom Ende des 15. Jahrhunderts befindet sich im Museum Wadersloh-Liesborn.

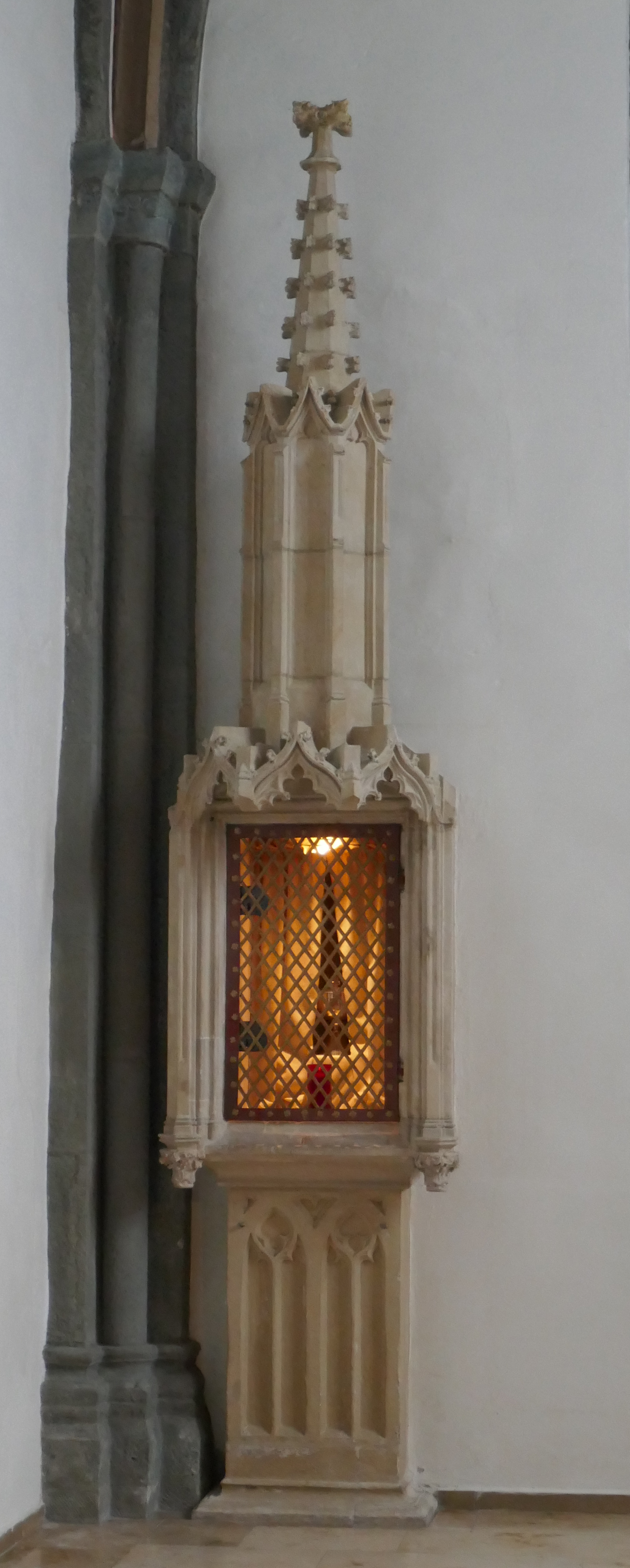
Sakramentshaus
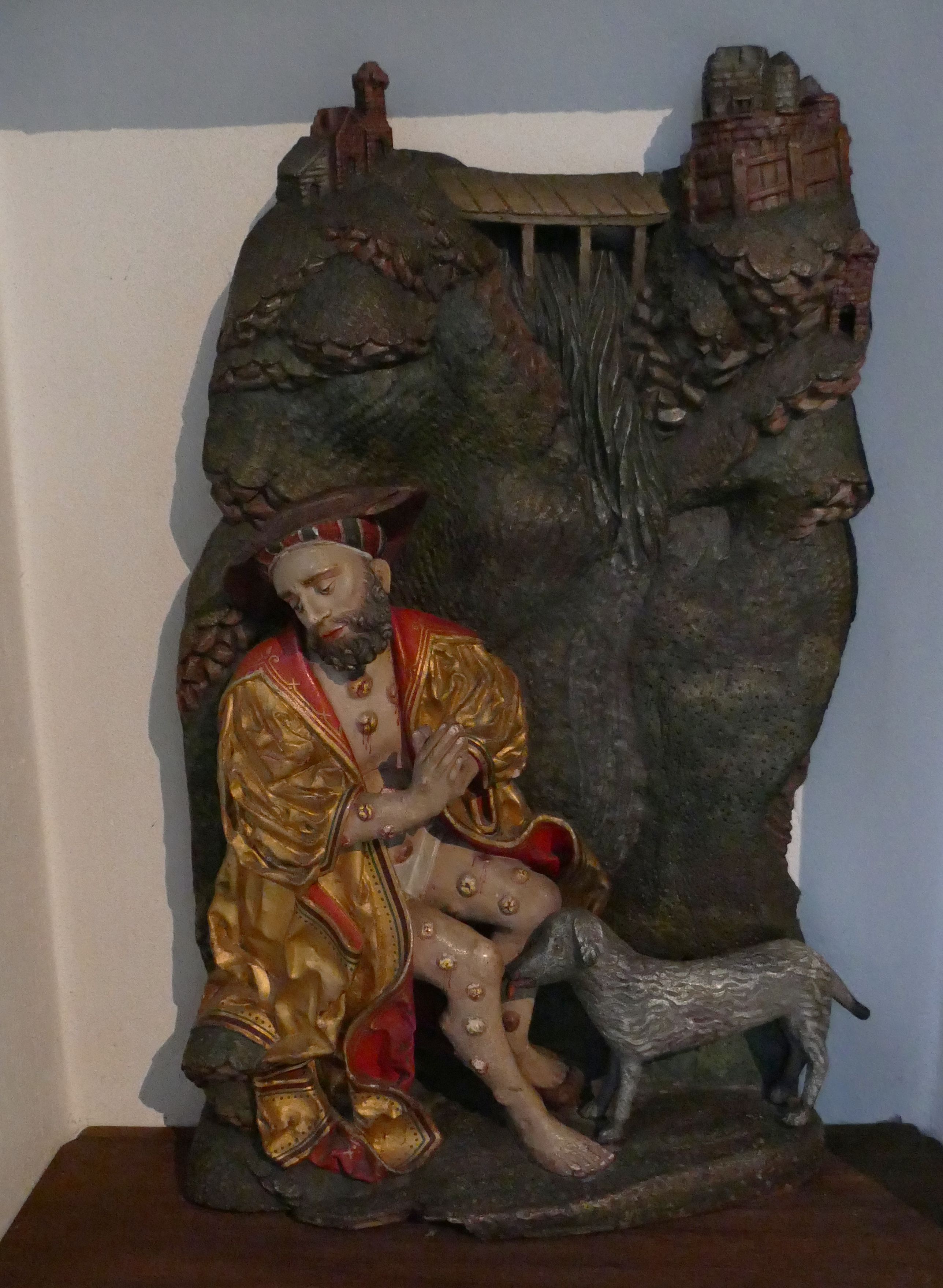
Relief des Hl. Rochus
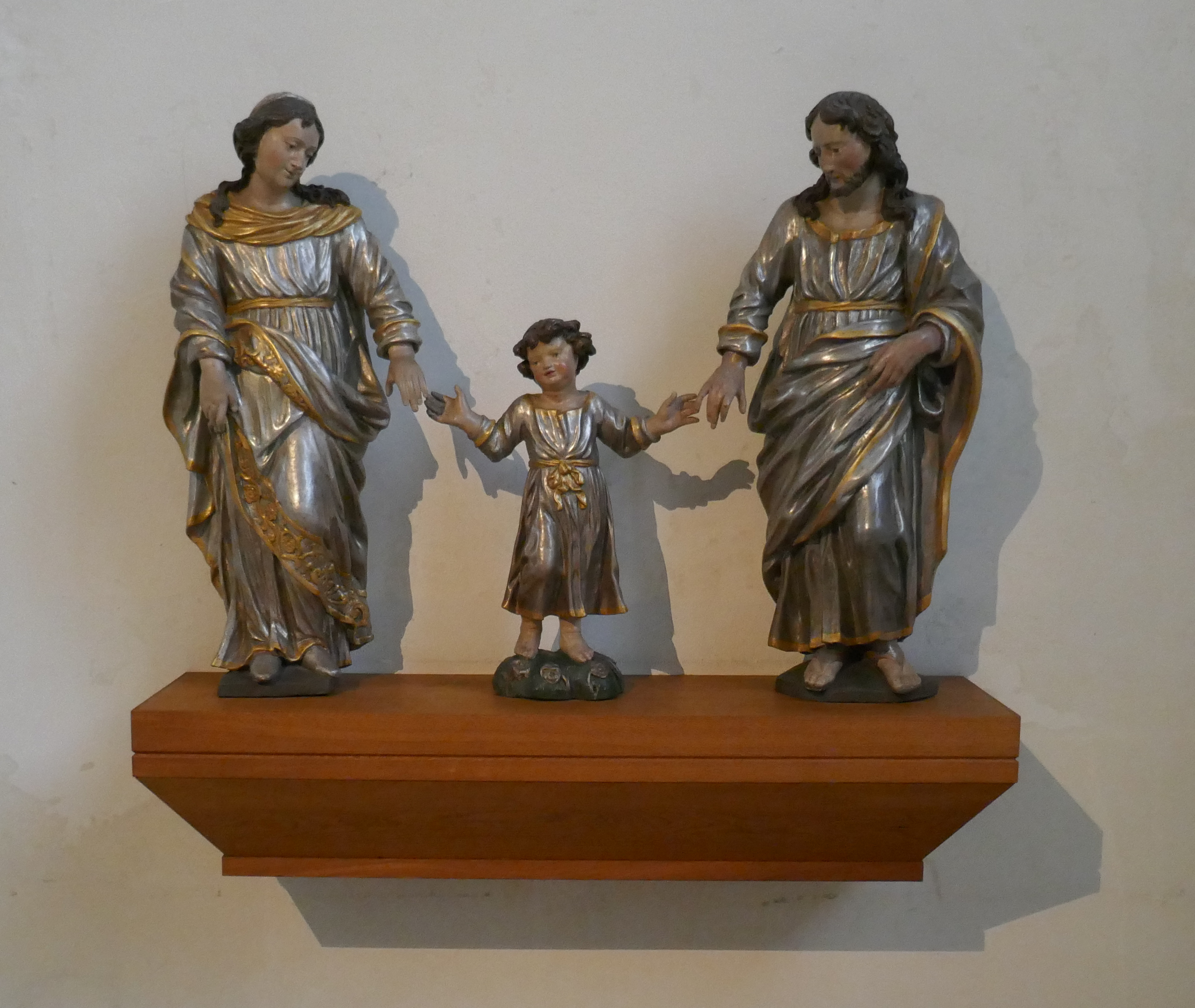
Heilige Familie
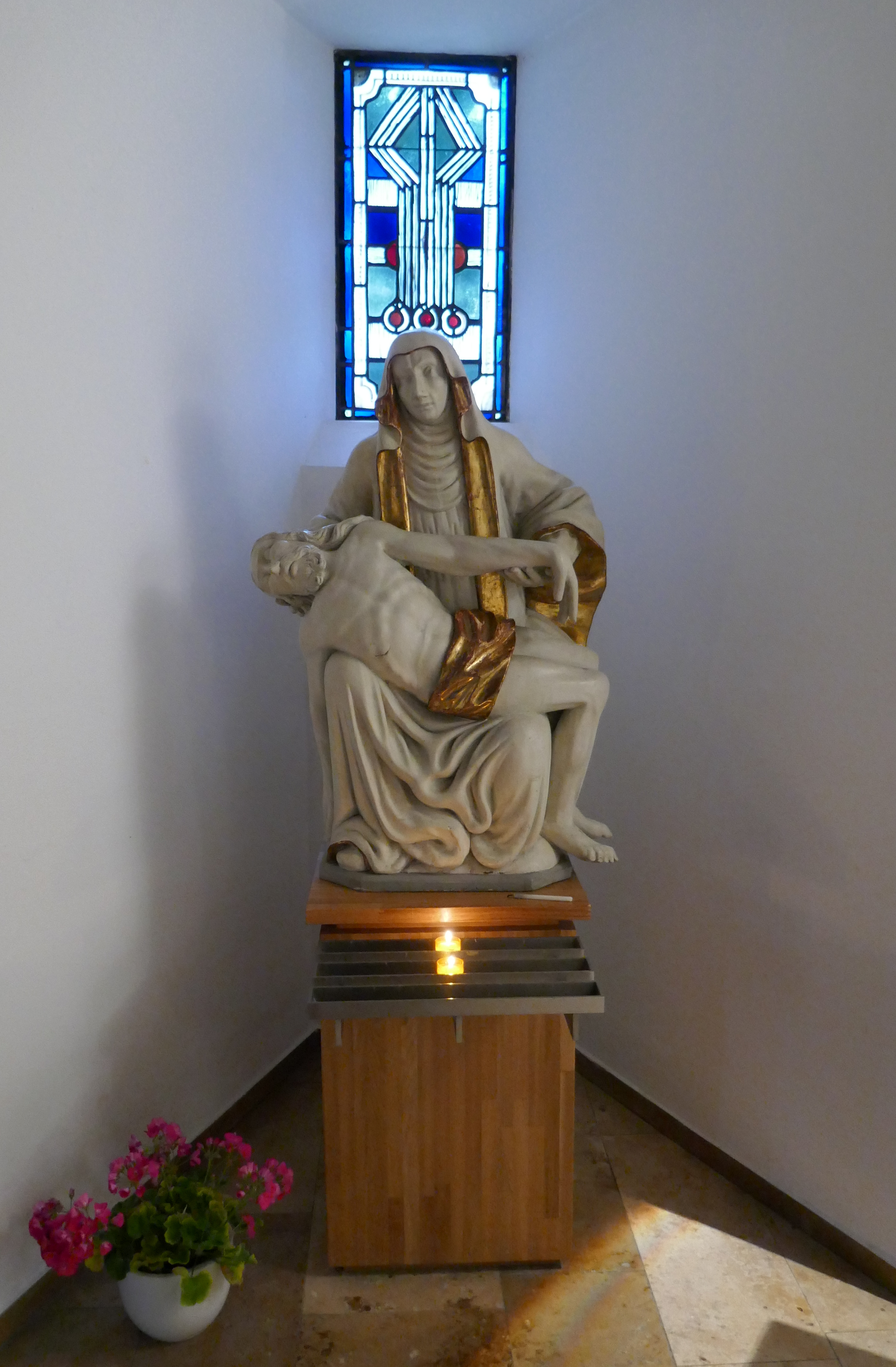
Pietà
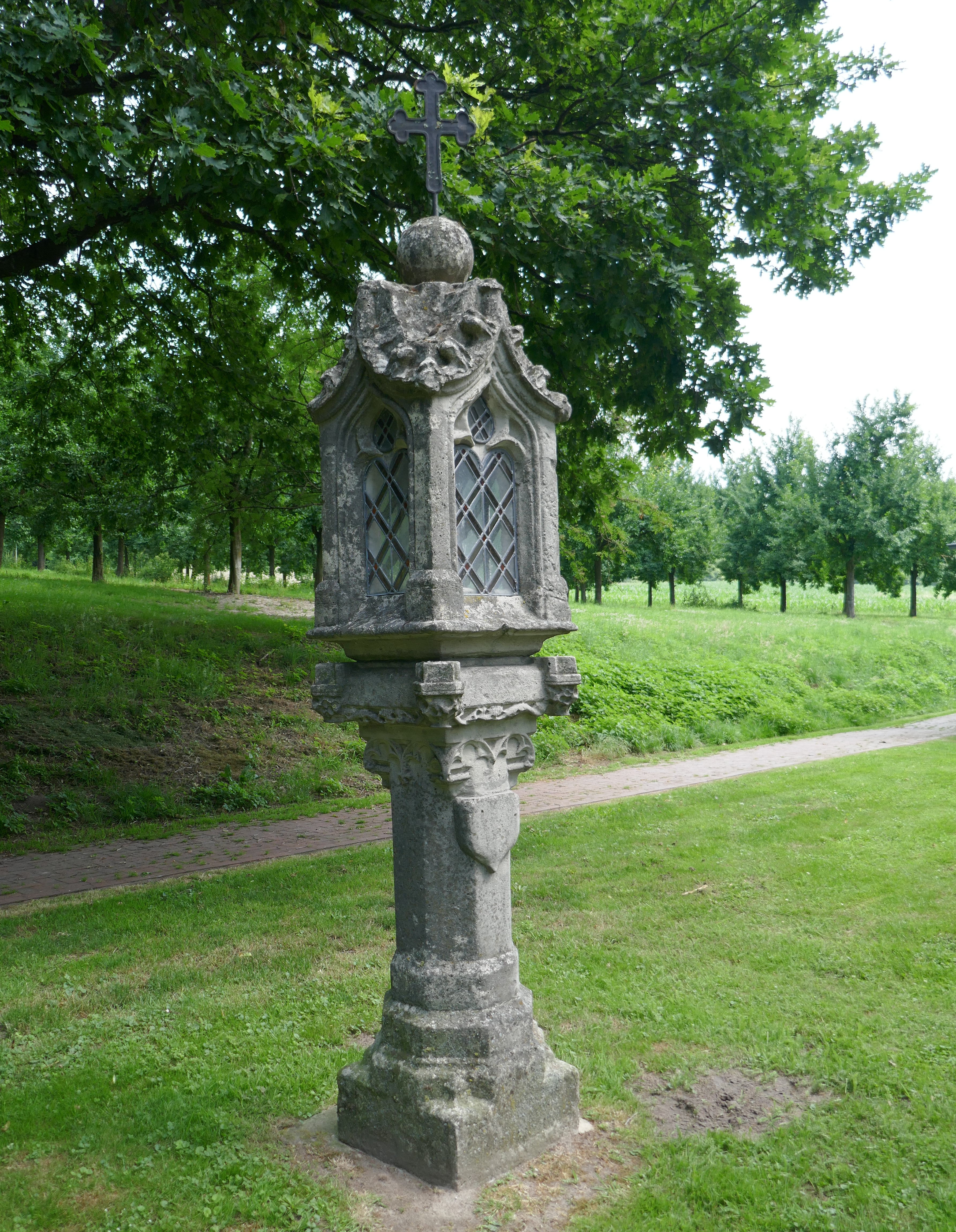
Kirchhoflaterne

### Orgel

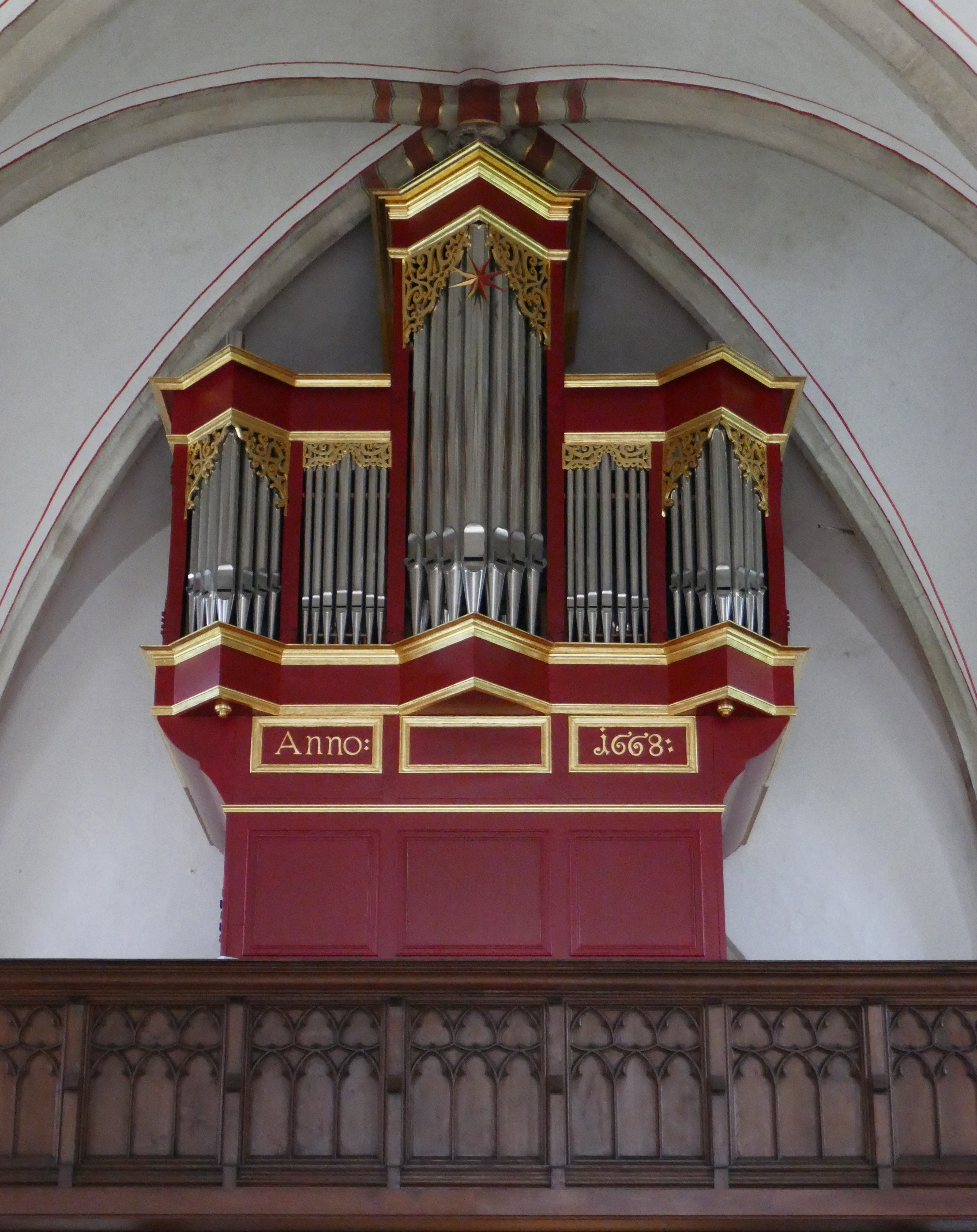
Orgel

Die Orgel wurde 1668 als einmanualiges Instrument mit einem angehängten Pedal erbaut. 2010–2012 wurde das Instrument, das zwischenzeitlich auf 20 Register auf zwei Manualen und Pedal erweitert worden war, umfassend restauriert, wobei die Schwächen des (Ursprungs-)Instruments, insbesondere in der Windversorgung, behoben wurden. Ziel war es, dem ursprünglichen Orgelbau möglichst nahe zu kommen. Das Instrument hat heute 15 Register (940 Pfeifen) auf zwei Manualen. Die Register des Pedals sind allesamt Transmissionen aus dem Hauptwerk.
| I Hauptwerk C–g3 |              |       |
| 1.               | Bordun       | 16′   |
| 2.               | Prinzipal    | 8′    |
| 3.               | Offenflöte   | 8′    |
| 4.               | Gambe        | 8′    |
| 5.               | Oktave       | 4′    |
| 6.               | Flauto dolce | 4′    |
| 7.               | Quinte       | 2 ⁄3′ |
| 8.               | Prinzipal    | 2′    |
| 9.               | Mixtur III   | 1 ⁄3′ |
| 10.              | Trompete     | 8′    |

| II Cornettwerk C–g3 |            |        |
| 11.                 | Gedackt    | 8′     |
| 12.                 | Blockflöte | 4′     |
| 13.                 | Nasard     | 2 ⁄3′  |
| 14.                 | Waldflöte  | 2′     |
| 15.                 | Terz       | 1 3⁄5′ |
|                     | Tremulant  |        |

| Pedalwerk C–f1 |                         |     |
| 16.            | Subbass (= Nr. 1).      | 16′ |
| 17.            | Prinzipalbass (= Nr. 2) | 8′  |
| 18.            | Bassflöte (= Nr. 3)     | 8′  |
| 19.            | Choralbass (= Nr. 5)    | 4′  |
| 20.            | Basstrompete (= Nr. 10) | 8′  |

- Koppeln: II/I